# Jindřich Mikeska
Jindřich Mikeska (12. března 1917 Dobroslavice – 16. srpna 2010) byl český matematik a vysokoškolský pedagog, historicky první děkan Ekonomické fakulty VŠB-TU.

## Život
Po maturitě na reálném gymnáziu v Hlučíně studoval matematiku a fyziku na Přírodovědecké fakultě Karlovy univerzity. Jeho studium však předčasně ukončila okupace a následující tři roky pak strávil v koncentračním táboře v Sachsenhausenu. Po válce se na univerzitu vrátil a studium úspěšně dokončil. Jako středoškolský profesor se vrátil na gymnázium do rodného Hlučínska, odkud roku 1950 přešel na gymnázium v Ostravě-Přívozu, kde byl jmenován správcem.
V roce 1951 začal působit na Vysoké škole báňské v Ostravě; stal se zde odborným asistentem a jedním z členů katedry matematiky a deskriptivní geometrie. Vzhledem k potřebě odborníků s teoretickými znalostmi z matematiky a návazností na praxi, dálkově vystudoval hornickou fakultu této vysoké školy. V roce 1958 se habilitoval a v roce 1966 předložil disertační práci a získal titul doktora technických věd (DrSc.). Řádným profesorem pro obor aplikované matematiky na Vysoké škole báňské byl jmenován v roce 1968. Od roku 1972 vedl katedru systémového inženýrství. Když byla v roce 1977 na Vysoké škole báňské v Ostravě zřízena Ekonomická fakulta, stal se jejím prvním děkanem.
Je autorem mnoha odborných prací v oborech aplikace matematiky v hornictví a systémových přístupů v ekonomice.